# Asnezjytsy
Asnezjytsy (vitryska: Аснежыцы, ryska: Оснежицы) är en agropolis i Belarus.   Den ligger i voblasten Brests voblast, i den sydvästra delen av landet, 210 kilometer söder om huvudstaden Minsk. Asnezjytsy ligger 140 meter över havet och antalet invånare är 1 185.

## Natur och klimat
Terrängen runt Asnezjytsy är mycket platt. Runt Asnezjytsy är det ganska tätbefolkat, med 58 invånare per kvadratkilometer.. Närmaste större samhälle är Pinsk, 7,7 kilometer söder om Asnezjytsy.
Trakten runt Asnezjytsy består till största delen av jordbruksmark.